# Чокешина
Чокешина је насељено место града Лознице у Мачванском округу. Према попису из 2022. био је 591 становник.

## Порекло имена
Постоје три теорије о пореклу имена села:
1. Према првој теорији име села потиче од речи ,,чок" која означава количину малтера коју зидар може захватити мистријом. (видети одељак Историја)
2. Друга теорија каже да је село добило име по властелину Богдану Чокеши за кога се везује завршетак рада на манастиру.
3. Према трећој теорији име села потиче од речи ,,чокот" која означава појединачну стабљику винове лозе, а село је било познато по великом броју винограда.

## Историја
Историја села сеже све до Средњег века и прожета је бројним легендама и предањима. Историја села тесно је везана са главном знаменитошћу самог села, истоименим манастиром. Према легенди, изградњу манастира Чокешина започео је Милош Обилић пре одласка на Косово. Након Милошеве погибије изградњу је наставила његова мајка. Легенда још спомиње да је на вест о Милошевој смрти његова мајка узвикнула ,,Ни чок више" тако да је градња привремено заустављена, а село је можда управо због ове реченице добило име Чокешина.
Називи неких делова села такође се доводе у везу са мајком Милоша Обилића. Наиме, према легенди гласник је вест о Милошевој смрти саопштио његовој мајци речима: ,,Не чај (не чекај) више Милошева мајко, пусти овце на то пусто поље, Милош ти је, мајко погинуо". Тако су називе добили Нечаја и Пустипоље.
Пустипоље је пространа равница која представља део Мачве у коју се спушта планина Цер. У време Боја на Косову Пустипоље је заиста било пусто јер су га уплашени чобани напустили заједно са својом стоком. После неколико година Милошева мајка је наставила градњу манастира а Пустипољем је поново трчала стока. Данас је Пустипоље плодна равница ишарана многим њивама.
На почетку Првог српског устанка у селу је вођена битка између српске војске којом су командовала браћа Недић и турске војске на Лазареву суботу, 28. априла 1804. године. Неустрашива српска војска бројала је свега 313 хајдука који су се супротставили далеко надмоћнијим Турцима којих је било неколико хиљада. То је инспирисало немачког историчара Леополда Ранкеа да битку назове ,,српски Термопили".

## Манастир
У насељу се налази истоимени манастир Српске православне цркве.

## Географија
Село је смештено у подножју планине Цер.

## Демографија
У насељу Чокешина живи 705 пунолетних становника, а просечна старост становништва износи 41,9 година (40,6 код мушкараца и 43,4 код жена). У насељу има 282 домаћинства, а просечан број чланова по домаћинству је 3,12.
Ово насеље је великим делом насељено Србима (према попису из 2002. године).
|  |

| Демографија | Демографија | Демографија |
| Година      | Становника  | Становника  |
| ----------- | ----------- | ----------- |
| 1948.       | 1.428       |             |
| 1953.       | 1.469       |             |
| 1961.       | 1.477       |             |
| 1971.       | 1.334       |             |
| 1981.       | 1.262       |             |
| 1991.       | 1.117       | 997         |
| 2002.       | 881         | 1.066       |
| 2011.       | 751         |             |
| 2022.       | 591         |             |

| Етнички састав према попису из 2002.‍ | Етнички састав према попису из 2002.‍ | Етнички састав према попису из 2002.‍ | Етнички састав према попису из 2002.‍ | Етнички састав према попису из 2002.‍ |
| ------------------------------------ | ------------------------------------ | ------------------------------------ | ------------------------------------ | ------------------------------------ |
|                                      |                                      |                                      |                                      |                                      |
| Срби                                 | Срби                                 |                                      | 863                                  | 97,95%                               |
| Роми                                 | Роми                                 |                                      | 9                                    | 1,02%                                |
| Хрвати                               | Хрвати                               |                                      | 1                                    | 0,11%                                |
| Руси                                 | Руси                                 |                                      | 1                                    | 0,11%                                |
| Муслимани                            | Муслимани                            |                                      | 1                                    | 0,11%                                |
| непознато                            | непознато                            |                                      | 6                                    | 0,68%                                |

| Година пописа     | 1948. | 1953. | 1961. | 1971. | 1981. | 1991. | 2002. |
| ----------------- | ----- | ----- | ----- | ----- | ----- | ----- | ----- |
| Број домаћинстава | 304   | 304   | 312   | 306   | 311   | 307   | 282   |

| Број чланова      | 1  | 2  | 3  | 4  | 5  | 6  | 7  | 8 | 9 | 10 и више | Просек |
| ----------------- | -- | -- | -- | -- | -- | -- | -- | - | - | --------- | ------ |
| Број домаћинстава | 67 | 59 | 53 | 37 | 26 | 24 | 14 | 1 | 1 | 0         | 3,12   |

| Пол    | Укупно | Неожењен/Неудата | Ожењен/Удата | Удовац/Удовица | Разведен/Разведена | Непознато |
| ------ | ------ | ---------------- | ------------ | -------------- | ------------------ | --------- |
| Мушки  | 388    | 129              | 219          | 27             | 11                 | 2         |
| Женски | 354    | 51               | 222          | 73             | 7                  | 1         |
| УКУПНО | 742    | 180              | 441          | 100            | 18                 | 3         |

| Пол    | Укупно                    | Пољопривреда, лов и шумарство | Рибарство                            | Вађење руде и камена | Прерађивачка индустрија       |
| ------ | ------------------------- | ----------------------------- | ------------------------------------ | -------------------- | ----------------------------- |
| Мушки  | 175                       | 108                           | 0                                    | 0                    | 13                            |
| Женски | 94                        | 76                            | 0                                    | 0                    | 2                             |
| УКУПНО | 269                       | 184                           | 0                                    | 0                    | 15                            |
| Пол    | Производња и снабдевање   | Грађевинарство                | Трговина                             | Хотели и ресторани   | Саобраћај, складиштење и везе |
| Мушки  | 3                         | 19                            | 5                                    | 0                    | 1                             |
| Женски | 0                         | 0                             | 4                                    | 1                    | 1                             |
| УКУПНО | 3                         | 19                            | 9                                    | 1                    | 2                             |
| Пол    | Финансијско посредовање   | Некретнине                    | Државна управа и одбрана             | Образовање           | Здравствени и социјални рад   |
| Мушки  | 1                         | 0                             | 2                                    | 2                    | 0                             |
| Женски | 0                         | 0                             | 0                                    | 0                    | 2                             |
| УКУПНО | 1                         | 0                             | 2                                    | 2                    | 2                             |
| Пол    | Остале услужне активности | Приватна домаћинства          | Екстериторијалне организације и тела | Непознато            | Непознато                     |
| Мушки  | 6                         | 0                             | 0                                    | 15                   | 15                            |
| Женски | 1                         | 0                             | 0                                    | 7                    | 7                             |
| УКУПНО | 7                         | 0                             | 0                                    | 22                   | 22                            |